# Derby in famiglia
Derby in famiglia (Kicking & Screaming) è un film del 2005 diretto da Jesse Dylan.

## Trama
Phil Weston, da sempre negato in qualsiasi attività agonistica, si ritrova ad allenare i Tigers, ultimi in classifica, poiché suo figlio è stato escluso dalla squadra dei Gladiators, primi in classifica, allenata dal padre di Phil, Buck Weston.
Phil dovrà cercare di vincere il campionato sfidando anche suo padre, con l'aiuto di Mike Ditka.

## Critica
Il film ha ricevuto durante l'edizione dei Razzie Awards 2005 una nomination come Peggior attore per Will Ferrell.